# Zach Pop
Zachery M. Pop (Brampton, Ontario, 20 de septiembre de 1996), más conocido como Zach Pop, es un jugador profesional canadiense de béisbol que se desempeña en la posición de lanzador en Toronto Blue Jays, equipo de las Grandes Ligas de Béisbol (MLB).

## Carrera
Pop hizo su debut en la MLB con el equipo Miami Marlins, en el cual jugó dos temporadas (2021-2022), después pasó a Toronto Blue Jays, donde lleva jugando tres temporadas.